# European Star
Die European Star ist ein Fährschiff der italienischen Reederei Red Star Ferries, das 1981 als St Christopher für Sealink British Rail in Dienst gestellt wurde. Von 1998 bis 2012 stand sie unter dem Namen Ibn Batouta auf der Strecke von Algeciras nach Tanger im Einsatz und war anschließend lange Zeit aufgelegt. Das nach 11 Jahren reaktivierte Schiff fährt seit 2023 auf der Strecke von Brindisi nach Vlora.

## Geschichte

### St Christopher(1981–1991)
Die St Christopher wurde bei Harland & Wolff in Belfast gebaut und 20. März 1980 vom Stapel gelassen, nachdem der zuvor geplante Termin am 18. März wegen des zu schlechten Wetters verschoben werden musste und an diesem Tag darum nur die Schiffstaufe vollzogen wurde. Am 14. März 1981 wurde das Schiff an die Barclays Mercantile Industrial Finance Ltd abgeliefert, die es an die Fährgesellschaft Sealink British Rail vercharterten.
Die St Christopher war anfangs auf der Strecke von Holyhead nach Dun Laoghaire eingesetzt. Bereits im April 1981 wechselte sie jedoch auf die Strecke von Dover nach Calais. Im August 1982 wurde das Schiff wegen eines Maschinenproblems kurzzeitig in Dover aufgelegt, im Oktober jedoch wieder in Dienst gestellt. 1983 wurde die St Christopher bei ihrem Erbauer Harland & Wolff umgebaut und modernisiert.
Im Juli 1984 wurde das Schiff an die  Sea Containers Ltd verkauft und in London registriert. Am 4. Mai 1984 kollidierte die St Christopher vor Calais mit der Spirit of Free Enterprise und wurde dabei leicht beschädigt.

### Stena Antrim(1991–1998)
1990 wurde das Schiff an die Stena Line verkauft und im Januar 1991 in Stena Antrim umbenannt.

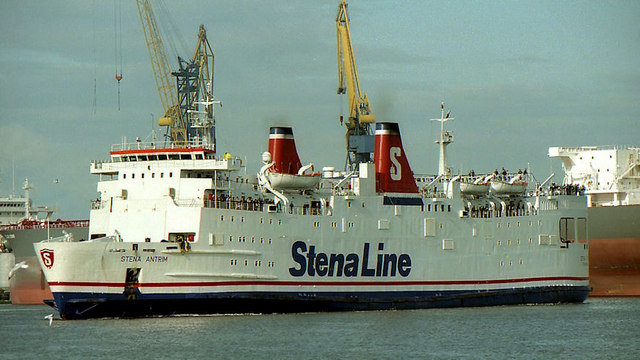
Die Stena Antrim

Zunächst wurde die Stena Antrim von Fishguard nach Rosslare eingesetzt, jedoch bereits im Februar 1991 auf die Strecke von Dover nach Calais verlegt. Im April 1991 wechselte das Schiff auf die Route von Stranraer nach Larne. In den kommenden Jahren wurde die Stena Antrim mehrfach auf wechselnden Routen eingesetzt.
Im März 1998 ging das Schiff an die P&O Stena Line, um von Newhaven nach Dieppe eingesetzt zu werden. Nach nur einem Monat im Dienst wurde das Schiff am 24. April 1998 jedoch wieder ausgemustert und zum Verkauf angeboten.

### Ibn Batouta(1998–2019)
Neuer Eigner war ab Juni 1998 die Lignes Maritimes du Detroit, die das Schiff in Ibn Batouta umbenannte. Das Schiff wurde von Algeciras nach Tanger eingesetzt, bis es 2008 von der marokkanischen Reederei COMANAV gekauft wurde. Die Ibn Batouta blieb weiterhin auf ihrer alten Route, bis COMANAV im Januar 2012 Insolvenz anmelden musste und das Schiff in Algeciras aufgelegt wurde.
Nach drei Jahren Aufliegezeit wurde die Ibn Batouta zum Verschrotten nach Aliağa verkauft. Stattdessen wurde sie jedoch im August 2015 nach Durrës geschleppt, wo es erneut aufgelegt wurde. Im Februar 2018 wurde das Schiff nach Tuzla geschleppt und dort im Trockendock umfangreich modernisiert. Im August desselben Jahres wurde die Ibn Batouta für weitere Arbeiten zur Salamis Shipyard nach Ampelakia im Regionalbezirk Larisa überführt, wo es im Januar 2019 den neuen Namen European Star erhielt.

### European Star(seit 2019)
Das nun in Panama registrierte Fährschiff lief nach einem Aufenthalt im Trockendock von Syros im Mai 2019 aus eigener Kraft das italienische Brindisi an, wo im Oktober desselben Jahres erste Probefahrten stattfanden. Das Schiff soll für seinen Eigner Red Star Ferries zwischen Brindisi und Vlora zum Einsatz kommen. Nach Probefahrten im Oktober 2019 lag die European Star seit Dezember 2019 in Piräus auf, eine Indienststellung erfolgte aber weiterhin nicht. Nach mehreren Änderungen in der geplanten Route des Schiffes nahm es schließlich im Juli 2023, mehr als elf Jahre seit seiner letzten kommerziellen Fahrt als Ibn Batouta, den Fährdienst zwischen Vlora und Brindisi auf.

## Schwesterschiffe
Die Ibn Batouta hatte insgesamt drei baugleiche Schwesterschiffe, von denen zwei noch im Dienst stehen: Die Morocco Sun für Africa Morocco Link und die Port Link für ASDP Ferry. Die zuletzt für Ventouris Ferries eingesetzte Bari ging 2021 zum Abbruch nach Indien.